# Cratere Tsiolkovskiy
Tsiolkovskiy è un grande cratere lunare di 184,39 km situato nella parte sud-occidentale della faccia nascosta della Luna.